# Carl von Fabeck

General Carl von Fabeck

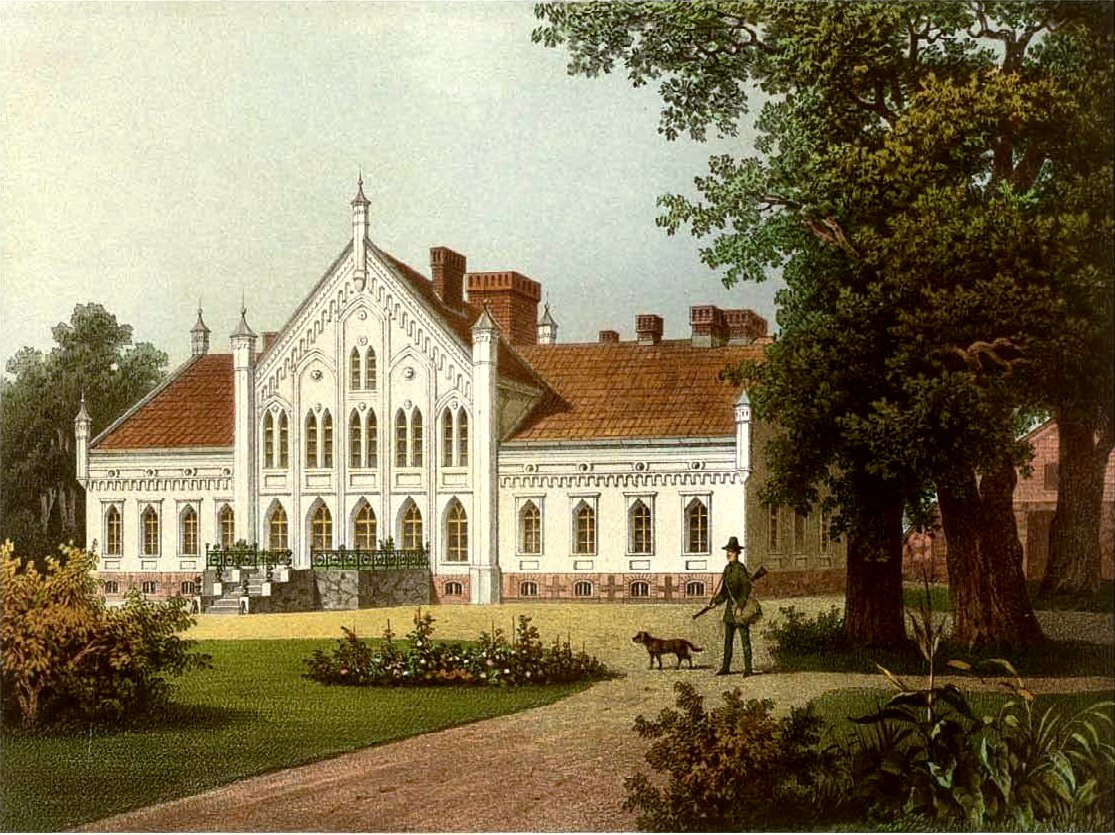
Gut Jablonken um 1860, Sammlung Alexander Duncker

Friedrich Wilhelm Benjamin Carl von Fabeck (* 16. Januar 1788 in Jablonken, Ortelsburg; † 15. Juli 1870 in Potsdam) war ein preußischer Generalleutnant.

## Leben

### Herkunft
Carl war der dritte Sohn des Carl Friedrich von Fabeck (1745–1829) und der Henriette verwitwete Stockmar, geborene Stahlkopf (1747–1833).

### Militärkarriere
Mit zwölf Jahren trat Fabeck dem Infanterieregiment „von Brünneck“ Nr. 2 in Königsberg bei. Als Leutnant des L'Estoqschen Korps nahm er 1807 an der Schlacht bei Preußisch Eylau teil. Als Stabskapitän des Yorkschen-Korps wurde er in der Völkerschlacht bei Leipzig schwer verwundet und erhielt aus der Hand des Generalfeldmarschalls Yorck von Wartenburg das Eiserne Kreuz II. Klasse. Er nahm als Kompaniechef mit dem Kaiser Alexander Garde-Grenadier-Regiment Nr. 1 1815 am Krieg gegen Frankreich teil und wurde danach als Kommandant eines Stadtviertels von Paris (1816) Major und Kommandeur des II. Ostpreußischen Grenadier-Bataillon des Alexander-Regiments, das aus dem ehemaligen Bataillon von Fabeck gebildet worden war. 1840 wurde er Generalmajor und Kommandeur der 3. Infanterie-Brigade in Stettin.
Für seine Verdienste wurde Fabeck u. a. mit dem Roten Adlerorden II. Klasse mit Eichenlaub und Schwertern sowie dem Johanniterorden ausgezeichnet.
Fabeck wurde auf dem Alten Garnisonsfriedhof beerdigt.

### Familie
Fabeck hatte sich am 11. März 1810 in Königsberg mit Amelie Ottilie Charlotte, verwitwete von Knobloch, geborene von Massenbach (* 4. November 1786 in Königsberg; † 12. Mai 1832 in Berlin) verheiratet. Sie war die Tochter des späteren Generals der Kavallerie Eberhard Friedrich Fabian von Massenbach (1753–1819). Das Paar hatte folgende Kinder:
- Karl Friedrich Eduard (1811–1811)
- Gustav August Theodor Robert (1813–1889), preußischer Generalleutnant
- Hermann Wilhelm Alexander Franz (1816–1873), preußischer Generalleutnant
- Karl (* 1815; † 29. März 1821)
- Ottilie Maria Henriette Luise (* 1817; † 28. Dezember 1889), Stiftsdame in Gieseke-Keppel
- Karl Gustav Hermann Otto (1820–1821)
- Marie Ottilie Henriette Luise (* 17. März 1822; † 17. März 1851)
- Ida Ottilie Marie Henriette (* 28. April 1825; † 17. Dezember 1851)
- Hugo (1828–1870), preußischer Major

Nach dem Tod seiner ersten Frau heiratete Fabeck am 1. Oktober 1833 im Französischen Dom in Berlin Emilie Hotho (* 8. März 1801 in Berlin; † 18. Dezember 1882 in Potsdam). Aus dieser Ehe gingen folgende Kinder hervor:
- Heinrich Karl Arthur (* 30. September 1835; † 1915), Oberst

⚭ 1865 Henriette Olga von Beneckendorff und von Hindenburg (* 12. Juni 1841; † 29. September 1879)
⚭ 1882 Anna Luise Marie von der Groeben (* 12. August 1852)
- Amalie Emilie Henriette Luise Marie (* 26. September 1836; † 11. März 1838)
- Helene Karoline Antonie Viktoria Margarethe Emilie (* 13. Oktober 1837) ⚭ Wilhelm Ludwig Gustav Henning von der Osten
- Friederike (Frida) Wilhelmine Luise (* 23. März 1840) ⚭ 1868 Gustav Karl Kreuzwendedich von dem Borne (* 14. November 1832)[4]
- Rosalie Emilie Luise (* 5. Juli 1842)